# Analýza zainteresovaných stran
Analýza zainteresovaných stran (stakeholder analysis) je postup používaný při řízení projektů, řešení konfliktů a podobně. Jedná se o identifikaci a analýzu subjektů, kteří jsou buď do projektu aktivně zapojeni, nebo jejich zájmy jsou ovlivněny jeho realizací. Často také mohou ovlivnit průběh nebo výsledky projektu.  Cílem je posouzení tohoto ovlivnění a naplánování strategie pro jednání se zainteresovanými stranami. Jde o činnost nutnou pro následné řízení zainteresovaných stran.

## Identifikace
Jednou z metod identifikace zainteresovaných stran je mapování podle otázek:
Kdo chce úspěch(neúspěch)?
Kdo může z výsledku těžit, nebo jej naopak výsledek poškozuje?
Kdo sází na úspěch / neúspěch?
Kdo disponuje užívacími nebo vlastnickými právy? 
Kdo nebude moci velmi pravděpodobně uplatnit žádné zájmy?
Kdo disponuje finančními zdroji, relevantními schopnostmi a informacemi?
Kdo je pro výsledek nutný a čí podpory je zapotřebí?
Kdo by mohl realizaci bránit/zabránit?
Zařadit je vhodné i strany, které fakticky kritériím neodpovídají, ale bylo identifikováno riziko, že by se mohly na základě nedostatečných nebo nesprávných informací samy řadit mezi zainteresované strany.

## Popis zainteresovaných stran
K popisu zainteresovaných stran je nutno zvolit kritéria. Kritéria popisu stran si volí ten kdo provádí analýzu. Možnými kritérii pro jejich popis je například:
- Vztah
- Potenciální dotčenost
- Cíle
- Okruh působnosti
- Zájem a angažovanost
- Stupeň organizace
- Kapacity
- Povědomí

Doporučeným postup v rámci soupisu zainteresovaných stran je posoudit a zaznamenat jejich prioritu. Je nutné si uvědomit, že jedna zainteresovaná strana může mít několik cílů.

## Matice vlivu a zájmu
Podle vlivu a zájmu lze rozdělit zainteresované strany do následujících kategorií.  Tyto kategorie jsou následně uplatnitelné například při volbě způsobu řízení zainteresovaných stran.